# István Jakab
István Jakab (* 29. September 1928 in Veľké Raškovce; † 23. November 2013 in Komárno) war ein ungarischsprachiger slowakischer Hungarologe und Hochschullehrer.

## Leben
Nach dem Besuch der Mittelschule machte er 1949 am Reformierten Gymnasium in Sárospatak sein Abitur. Danach studierte er an der pädagogischen Hochschule in Bratislava und beendete das Studium mit dem Examen als Lehrer. Von 1955 bis 1956 arbeitete er als Autor im Bereich Kultur bei der ungarischsprachigen slowakischen Zeitung Új Szó. Ab 1956 war er Lehrer und ab 1957 bis 1961 Direktor der Mittelschule in Veľký Meder. In den Jahren von 1961 bis 1993 war er als Dozent für ungarische Sprache und Literatur an der Comenius-Universität Bratislava tätig. 1992 und 1993 leitete er zudem diesen Fachbereich. Zwischen 1990 und 1998 war er Präsident der slowakischen Gesellschaft für ungarische Muttersprache, seit 2000 Mitglied der Ungarischen Akademie der Wissenschaften. Jakab erhielt für seine Arbeit mehrfach Preise.

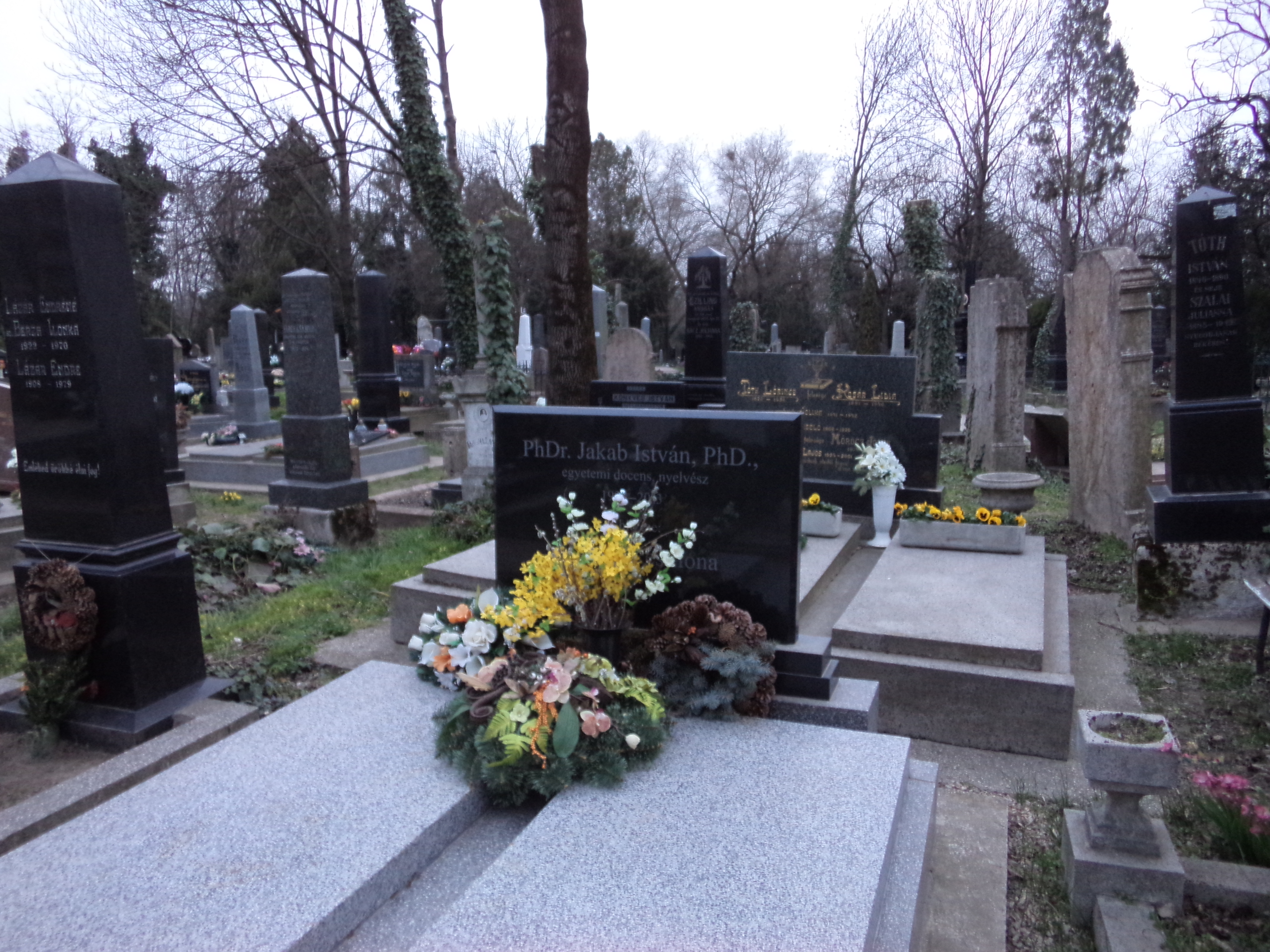
Grabstätte von István Jakab

## Auszeichnungen
- Lőrincze Lajos-díj, 1996
- A Magyar Köztársasági Érdemrend Kiskeresztje, 1996
- A Szlovák Köztársaság Ezüstplakettje, 2002

## Werke (Auswahl)
- A magyar igekötők állományi vizsgálata. Akadémiai Kiadó, 1976. ISBN 978-963-05-0965-7.
- Nyelvünkről nyelvünkért. Madách Könyvkiadó, 1980.
- A magyar igekötők szófajtani útja. Akadémiai Kiadó, 1982. ISBN 978-963-05-3005-7.
- Nyelvünk és mi. Madách Könyvkiadó, 1983.
- Nyelvi vétségek és kétségek. Madách Könyvkiadó, 1987. ISBN 978-963-281-969-3.
- Értsünk szót egymással!. Kalligram Könyvkiadó, 1995. ISBN 978-80-7149-095-1.
- Érthetően, alkalomhoz illően!.  Nap Kiadó, 2000. ISBN 978-80-85509-98-4.
- Anyanyelv és magyarságtudat. Madách Könyvkiadó, 2006. ISBN 978-80-7089-430-9.